# Жеремі Матьє
Жеремі Матьє (фр. Jérémy Mathieu, нар. 29 жовтня 1983, Люксей-ле-Бен) — французький футболіст, захисник.
Переможець Ліги чемпіонів УЄФА та клубного чемпіонату світу, володар Суперкубка УЄФА. 
Дворазовий чемпіон Іспанії, триразовий володар Кубка Іспанії, володар Суперкубка Іспанії, володар Кубка французької ліги, дворазовий володар Кубка португальської ліги, володар Кубка Португалії.

## Клубна кар'єра

### Сошо
Вихованець футбольної школи клубу «Сошо». Дорослу футбольну кар'єру розпочав 2002 року в основній команді того ж клубу, в якій провів три сезони, взявши участь у 100 матчах чемпіонату. Більшість часу, проведеного у складі «Сошо», молодий захисник був основним гравцем команди. Разом з клубом став володарем Кубка французької ліги.

### Тулуза
Своєю грою за цю команду привернув увагу представників тренерського штабу клубу «Тулуза», до складу якого приєднався 2005 року. Відіграв за команду з Тулузи наступні чотири сезони своєї ігрової кар'єри. Граючи у складі «Тулузи» також здебільшого виходив на поле в основному складі команди.

### Валенсія
До складу іспанської «Валенсії» приєднався 2009 року. Відіграв за валенсійський клуб 126 матчів в національному чемпіонаті. 

### Барселона
24 липня 2014 року перейшов до «Барселони», уклавши контракт за схемою «4+1». Протягом двох років був основним центральним захисником у парі з Жераром Піке. У 2015 році виграв з клубом одразу п'ять трофеїв: Лігу чемпіонів, Суперкубок УЄФА, Клубний чемпіонат світу, чемпіонат і кубок Іспанії. З підписанням Самюеля Умтіті та травмами самого Матьє він у 2016 став рідше виходити на поле, і влітку 2017 залишив клуб.

### Спортінг
7 липня 2017 перейшов до лісабонського «Спортінга»  як вільний агент. У португальському клубі став основним центральним захисником у парі з Себастьяном Коатесом. Разом з клубом виграв один Кубок Португалії та два Кубки португальської ліги.

## Виступи за збірні
2000 року дебютував у складі юнацької збірної Франції, взяв участь у 10 іграх на юнацькому рівні.
Протягом 2002—2006 років залучався до складу молодіжної збірної Франції. На молодіжному рівні зіграв у 6 офіційних матчах, забив 2 голи.
2011 року дебютував в офіційних матчах у складі національної збірної Франції. Хоча він мав бути в складі збірної на домашньому Євро-2016, через травму він вимушений був пропустити чемпіонат, і його замінив Самюель Умтіті. У вересні 2016, зігравши 5 матчів за національну збірну, завершив міжнародну кар'єру.

## Статистика виступів

### Статистика клубних виступів
| Сезон                          | Команда                        | Чемпіонат                      | Чемпіонат | Чемпіонат | Національний кубок | Національний кубок | Національний кубок | Континентальні кубки | Континентальні кубки | Континентальні кубки | Інші змагання | Інші змагання | Інші змагання | Усього | Усього |
| Сезон                          | Команда                        | Ліга                           | Ігор      | Голів     | Ліга               | Ігор               | Голів              | Ліга                 | Ігор                 | Голів                | Ліга          | Ігор          | Голів         | Ігор   | Голів  |
| ------------------------------ | ------------------------------ | ------------------------------ | --------- | --------- | ------------------ | ------------------ | ------------------ | -------------------- | -------------------- | -------------------- | ------------- | ------------- | ------------- | ------ | ------ |
| 2001-02                        | «Сошо»                         | L1                             | —         | —         | —                  | —                  | —                  |                      | —                    | —                    | —             | —             | —             | —      | —      |
| 2002-03                        | «Сошо»                         | L1                             | 23        | 4         | КФЛ                | 3                  | —                  | КІІнтер              | 6                    | 1                    | —             | —             | —             | 49     | 5      |
| 2003-04                        | «Сошо»                         | L1                             | 29        | 4         | КФЛ                | 4                  | 2                  | КУЄФА                | 6                    | 1                    | —             | —             | —             | 39     | 7      |
| 2004-05                        | «Сошо»                         | L1                             | 34        | 2         | КФ+КФЛ             | 4+2                | 0+1                | КУЄФА                | 8                    | 1                    | —             | —             | —             | 48     | 4      |
| Усього за «Сошо»               | Усього за «Сошо»               | Усього за «Сошо»               | 86        | 10        |                    | 13                 | 3                  |                      | 20                   | 3                    |               | 0             | 0             | 119    | 16     |
| 2005-06                        | «Тулуза»                       | L1                             | 35        | 2         | КФЛ                | 2                  | —                  |                      | —                    | —                    | —             | —             | —             | 37     | 2      |
| 2006-07                        | «Тулуза»                       | L1                             | 32        | 2         | КФ+КФЛ             | 1+2                | —                  |                      | —                    | —                    | —             | —             | —             | 35     | 2      |
| 2007-08                        | «Тулуза»                       | L1                             | 14        | 1         | —                  | —                  | —                  | ЛЧ                   | 1                    | —                    | —             | —             | —             | 15     | 1      |
| 2008-09                        | «Тулуза»                       | L1                             | 31        | —         | КФ+КФЛ             | 3+1                | —                  |                      | —                    | —                    | —             | —             | —             | 35     | 0      |
| Усього за «Тулузу»             | Усього за «Тулузу»             | Усього за «Тулузу»             | 112       | 5         |                    | 9                  | 0                  |                      | 1                    | 0                    |               | 0             | 0             | 122    | 5      |
| 2009-10                        | «Валенсія»                     | ЛЛ                             | 17        | 1         | КІ                 | 2                  | —                  | ЛЄ                   | 6                    | —                    | —             | —             | —             | 25     | 1      |
| 2010-11                        | «Валенсія»                     | ЛЛ                             | 29        | 1         | КІ                 | 2                  | —                  | ЛЧ                   | 7                    | —                    | —             | —             | —             | 38     | 1      |
| 2011-12                        | «Валенсія»                     | ЛЛ                             | 31        | —         | КІ                 | 6                  | —                  | ЛЧ+ЛЄ                | 6+7                  | —                    | —             | —             | —             | 50     | —      |
| 2012-13                        | «Валенсія»                     | ЛЛ                             | 17        | 1         | —                  | —                  | —                  | ЛЧ                   | 1                    | —                    | —             | —             | —             | 18     | 1      |
| 2013-14                        | «Валенсія»                     | ЛЛ                             | 32        | 3         | КІ                 | 4                  | —                  | ЛЄ                   | 10                   | 1                    | —             | —             | —             | 46     | 4      |
| Усього за «Валенсію»           | Усього за «Валенсію»           | Усього за «Валенсію»           | 126       | 6         |                    | 14                 | 0                  |                      | 37                   | 1                    |               | 0             | 0             | 177    | 7      |
| 2014-15                        | «Барселона»                    | ЛЛ                             | 28        | 2         | КІ                 | 6                  | 1                  | ЛЧ                   | 7                    | —                    | —             | —             | —             | 41     | 3      |
| 2015-16                        | «Барселона»                    | ЛЛ                             | 21        | —         | КІ                 | 7                  | —                  | ЛЧ+СК+КЧ             | 3+1+1                | —                    | СК            | 1             | —             | 34     | —      |
| 2016-17                        | «Барселона»                    | ЛЛ                             | 13        | 1         | —                  | —                  | —                  | ЛЧ                   | 2                    | —                    | СК            | 1             | —             | 16     | 1      |
| Усього за «Барселону»          | Усього за «Барселону»          | Усього за «Барселону»          | 62        | 3         |                    | 13                 | 1                  |                      | 14                   | 0                    |               | 2             | 0             | 91     | 4      |
| 2017-18                        | «Спортінг» (Лісабон)           | ПЛ                             | 29        | 2         | КП+КПЛ             | 3+4                | 0+1                | ЛЧ+ЛЄ                | 7+5                  | —                    | —             | —             | —             | 48     | 3      |
| 2018-19                        | «Спортінг» (Лісабон)           | ПЛ                             | 24        | 3         | КП+КПЛ             | 5+2                | —                  | ЛЄ                   | 2                    | —                    | —             | —             | —             | 33     | 3      |
| 2019-20                        | «Спортінг» (Лісабон)           | ПЛ                             | 19        | 1         | КПЛ                | 2                  | 1                  | ЛЄ                   | 3                    | 1                    | СК            | 1             | —             | 25     | 3      |
| Усього за «Спортінг» (Лісабон) | Усього за «Спортінг» (Лісабон) | Усього за «Спортінг» (Лісабон) | 72        | 6         |                    | 16                 | 2                  |                      | 17                   | 0                    |               | 1             | 0             | 106    | 9      |

## Титули та досягнення
- Володар Кубка французької ліги 1: 2003/04
- Чемпіон Іспанії 2: 2014/15, 2015/16
- Переможець Ліги чемпіонів УЄФА 1: 2014/15
- Володар Суперкубка УЄФА 1: 2015
- Володар Кубка Іспанії 3: 2014/15, 2015/16, 2016/17
- Володар Суперкубка Іспанії 1: 2016
- Переможець клубного чемпіонату світу 1: 2015
- Володар Кубка португальської ліги 2: 2018, 2019
- Володар Кубка Португалії 1: 2019